# اقارب (تانک)
تانک چرخدار اقارب نوعی تانک چرخدار است که توسط متخصصین داخلی جهاد خودکفایی نیروی زمینی ارتش جمهوری اسلامی ایران ساخته شده‌است. این تانکِ چرخدار به توپ ۹۰ میلی‌متری تجهیز شده‌است و ظرفیتِ تعداد خدمهٔ آن ۴ نفر می‌باشد. تیربار فرماندهیِ اقارب ۱۲٫۷ میلیمتری است و نسبت توان به وزن آن یک به سه می‌باشد. این دستاوردِ نزاجا به آخرین نسلِ کنترل آتش مجهز گردیده‌است و سیستم تعلیق در این تانک مستقل می‌باشد و در آن ۸ چرخِ فعال وجود دارد.
رونمایی از تانک اقارب در تاریخ ۲۶ فروردین ۱۳۹۴ انجام گردید. عنوان این تانک برگرفته از نام «حسن اقارب‌پرست» می‌باشد.